# アレクセイ・パジトノフ
アレクセイ・レオニードヴィチ・パジトノフ（Алексей Леонидович Пажитнов、Alexey Leonidovich Pajitnov または Aleksei Leonidovich Pazhitnov、1955年4月16日 - ）は、ロシア生まれでアメリカ在住のコンピュータ技術者。
ソビエト連邦のR&Dセンターであるソビエト社会主義共和国連邦科学アカデミーのコンピュータ部門で働いていた時、『テトリス』を開発した。

## 人物
モスクワ出身。モスクワ航空大学でコンピュータを学んだ。アレクセイ・パジトノフは1984年、ドミトリー・パバロフスキーとバジム・ジェラシモフの助けを借りて『テトリス』を制作した。ゲームはソビエト連邦内に流通し、1986年には西側諸国にも広まった。またパジトノフは『Welltris』という『テトリス』の続編を作った。このゲームは『テトリス』と同じ原則だが、上から見える「ボード」のある3次元コンピュータグラフィックスを使ったものになっていた。ソビエトの官僚は、『テトリス』のライセンス取得やマネージメントを行い「ロシアより愛をこめて（NESでは「ロシアより楽しさをこめて」）」というキャッチコピーで売り出した。パジトノフ本人はソビエト政府の一員だったために特許をとることができず、Vladimir Pokhilkoと共にアメリカ合衆国へ渡り、ヘンク・ブラウアー・ロジャースと共にザ・テトリス・カンパニーを立ち上げた。パジトノフは『ヨッシーのクッキー』のSuper Nintendo Entertainment System版のデザイン協力に携わり、伝統的なジグソーパズル要素のある『Pandora's Box』というゲームもデザインした。
1996年にマイクロソフトに入社したパジトノフは、Microsoft Entertainment Pack: The Puzzle CollectionやMSN Mind Aerobics、MSN Gamesといったグループで活躍した。
パジトノフの最新作であるHexicとHexic HDはすべてのXbox 360プレミアムパッケージに入っている。2005年にマイクロソフトを退社。同年8月18日WildSnake Software はパジトノフと共同でパズルゲームを制作することを発表した。
2011年の時点では、ロシア科学アカデミーに在籍し、本人が設立したアメリカのゲーム会社ザ・テトリス・カンパニーを運営している。

## 作品
| ゲーム名                                            | 初回発売日 | システム名                                                    | パジトノフの仕事                                                  |
| --------------------------------------------------- | ---------- | ------------------------------------------------------------- | ----------------------------------------------------------------- |
| テトリス                                            | 1984       | エレクトロニカ60、IBM-PC                                      | オリジナルコンセプト （Vadim Gerasimov & Dmitry Pavlovskyと共同） |
| ウェルトリス                                        | 1989       | Amiga、Atari ST、コモドール64、DOS、Macintosh、ZX Spectrum    | デザイン （Andrei Sgenovと共同）                                  |
| Faces                                               | 1990       | DOS、Macintosh                                                | オリジナルコンセプト （Vladimir Pokhilkoと共同）                  |
| ハットリス                                          | 1990       | アーケード、ファミリーコンピュータ、PCエンジン、ゲームボーイ  | デザイン、オリジナルコンセプト                                    |
| ナイトムーブ                                        | 1990       | ファミリーコンピュータ ディスクシステム（日本のみ）           | アイデア                                                          |
| ワードトリス                                        | 1991       | DOS、ゲームボーイ、Mac OS、SNES                               | デザイン                                                          |
| El-Fish                                             | 1993       | DOS                                                           | オリジナルコンセプト （Vladimir Pokhilkoと共同）                  |
| スーパー・スネーキー (WildSnake)                    | 1994       | ゲームボーイ、スーパーファミコン                              | デザイン                                                          |
| Knight Moves                                        | 1995       | Microsoft Windows                                             | アイデア                                                          |
| Ice & Fire                                          | 1995       | Windows、Macintosh、プレイステーション                        | オリジナルコンセプト （Vladimir Pokhilkoとの共作）                |
| テトリスフィア                                      | 1997       | NINTENDO 64                                                   | Contributor                                                       |
| Microsoft Entertainment Pack: The Puzzle Collection | 1997       | Windows、ゲームボーイカラー                                   | デザイン                                                          |
| Microsoft パンドラの箱                              | 1999       | Windows                                                       | デザイン                                                          |
| Microsoft A.I. Puzzler                              | 2001       | Windows                                                       | デザイン                                                          |
| Hexic                                               | 2003       | Windows                                                       | デザイン、オリジナルコンセプト                                    |
| Hexic HD                                            | 2005       | Xbox 360 （すべてのXbox 360のハードドライブに購入時から内蔵） | デザイン、オリジナルコンセプト                                    |
| Dwice                                               | 2006       | Windows                                                       | デザイン                                                          |
| Hexic 2                                             | 2007       | Xbox 360 （Xbox Live Arcade内で発売）                         | デザイン                                                          |
| Marbly                                              | 2013       | iOS                                                           | デザイン、オリジナルコンセプト                                    |

## 受賞
2007年3月7日、パジトノフはカジュアルなゲーム市場を開拓したとして、ゲーム・デベロッパーズ・チョイス・アワードのFirst Penguin Awardを受賞した。

## 人物
2022年2月のロシアによるウクライナ侵攻に対して、ロシアのプーチン大統領を「独裁者」「戦争犯罪者」と呼び非難している。